# Celastrina
Celastrina  is een geslacht van vlinders uit de familie van de Lycaenidae, de kleine pages, vuurvlinders en blauwtjes.

## Soorten
- Celastrina acesina (Bethune-Baker, 1906)
- Celastrina algernoni (Fruhstorfer, 1917)
- Celastrina argiolus (Linnaeus, 1758) - Boomblauwtje
- Celastrina echo (Edwards, 1864)
- Celastrina fedoseevi Korshunov & Ivonin, 1990
- Celastrina filipjevi (Riley, 1934)
- Celastrina gigas (Hemming, 1928)
- Celastrina gozora (Boisduval, 1870)
- Celastrina hersilia (Leech, 1893)
- Celastrina huegeli (Moore, 1882)
- Celastrina humulus Scott & Wright, 1998
- Celastrina idella Wright & Pavulaan, 1999
- Celastrina ladon (Cramer, 1780)
- Celastrina lavendularis (Moore, 1877)
- Celastrina lucia (Kirby, 1837)
- Celastrina morsheadi (Evans, 1915)
- Celastrina neglecta (Edwards, 1862)
- Celastrina neglectamajor Opler & Krizek, 1984
- Celastrina nigra (Forbes, 1960)
- Celastrina ogasawaraensis (Pryer, 1886)
- Celastrina oreas (Leech, 1893)
- Celastrina paracatius (Fruhstorfer, 1917)
- Celastrina pellax (Fruhstorfer, 1916)
- Celastrina perplexa Eliot & Kawazoé, 1983
- Celastrina phellodendroni Omelko, 1987
- Celastrina philippina (Semper, 1889)
- Celastrina serotina Pavulaan & Wright, 2005
- Celastrina sugitanii (Matsumura, 1919)